# گس (کانزاس)
گس (به انگلیسی: Gas) شهری در ایالت کانزاس کشور ایالات متحده آمریکا است که جمعیت آن در سرشماری سال ۲۰۱۰ میلادی، ۵۶۴ نفر بوده‌است.